# ماریانو آریستا
خوزه ماریانو مارتین بواناونتورا ایگناسیو نپوموچنو گارسیا د آریستا نوئز (اسپانیایی: José Mariano Martín Buenaventura Ignacio Nepomuceno García de Arista Nuez‎؛ زاده ۲۶ ژوئیه ۱۸۰۲ - درگذشته ۷ آگوست ۱۸۵۲) کهنه سرباز جنگهای پرتعداد مکزیک در قرن نوزدهم بود. او از ۱۵ ژانویه ۱۸۵۱ تا ۶ ژانویه ۱۸۵۳ به عنوان رئیس جمهور مکزیک خدمت کرد و اولین رئیس جمهوری بود که در قرن نوزدهم متولد شده بود.